# Église collégiale de marbre
L’Église collégiale de marbre (en anglais Marble Collegiate Church), est un édifice religieux chrétien de New York aux États-Unis, appartenant au culte presbytérien.
La paroisse protestante, fondée en 1628, est l'une des plus anciennes d'Amérique du Nord. Elle est membre de l'Église réformée en Amérique, héritière de l'Église réformée néerlandaise.
L'édifice actuel est conçu en 1851 par Samuel A. Warner en style néo-roman, avec des ornementations néo-gothiques. La façade est couverte de marbre de Tuckahoe, qui donne son nom à l'église.
Le bâtiment a été classé monument de New York en 1967 et inscrit au Registre national des lieux historiques en 1980.

## Situation
L'église est située au numéro 272 de la Cinquième Avenue, à l'angle de la 29e rue ouest du quartier NoMad ("NOrth of MADison Square Park") dans Manhattan, soit à cinq blocs au sud de l'Empire State Building.

## Histoire

### Genèse, 1628-1854

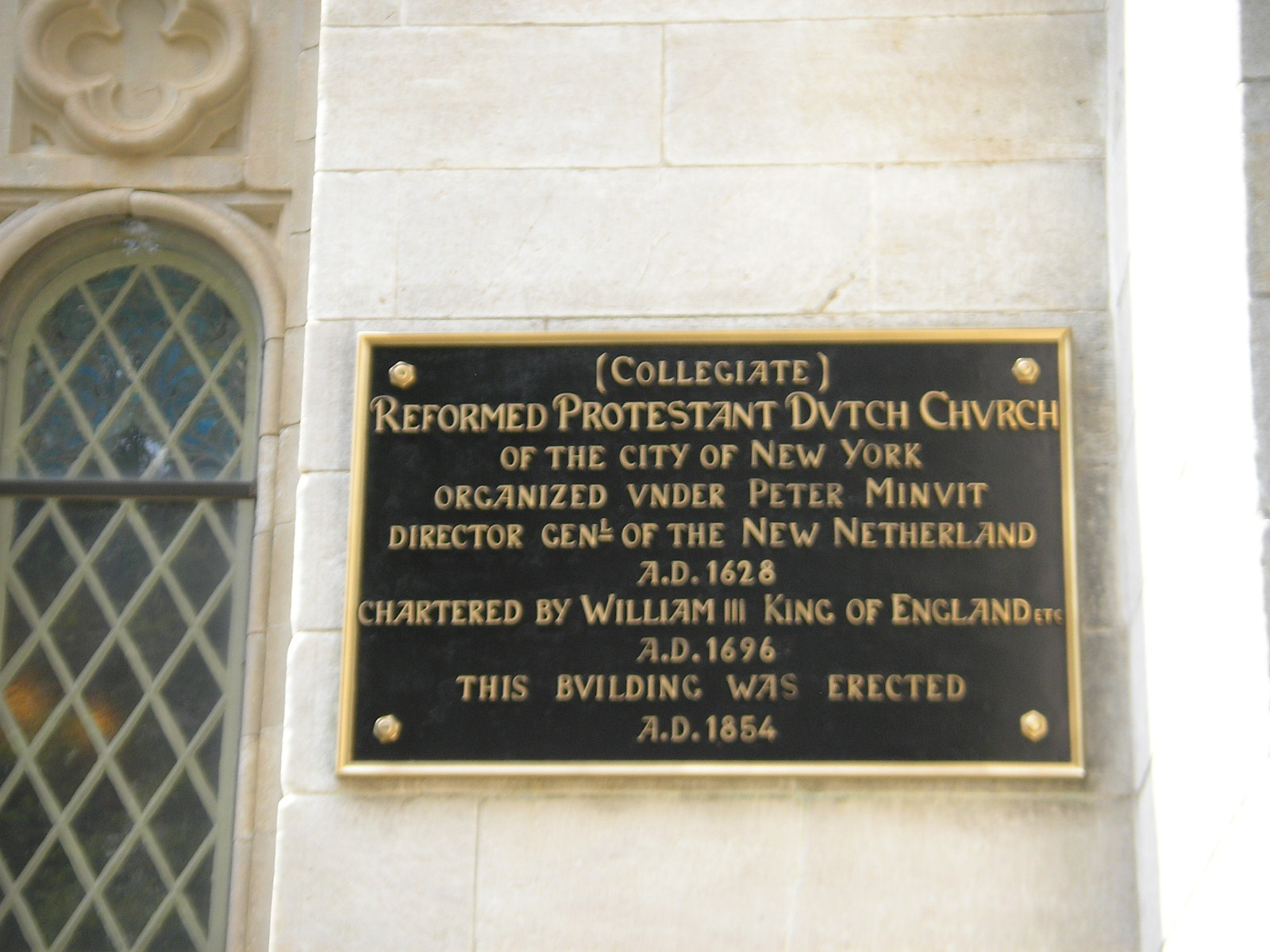
Plaque célébrant la fondation de l'église.

En 1628, seulement cinq ans après la fondation de la Nouvelle-Amsterdam par des colons hollandais sur l'île de Manhattan, le révérend Jonas Michaelius arrive des Pays-Bas et devient le premier pasteur calviniste de la colonie, et conduit le premier culte de l'histoire de la ville (qui compte alors à peine 300 âmes) dans un moulin situé South William Street. Le gouverneur Pierre Minuit, qui officie comme premier conseiller presbytéral de la paroisse, rachète la terre de Manhattan aux Lenapes, peuple amérindien appelé aussi Delawares. Pieter Stuyvesant, directeur général de la Nouvelle-Amsterdam, incite les colons à assister au service dominical, et ira jusqu'à condamner à l'amende les récalcitrants.
Lorsque les Britanniques acquièrent en 1664 la capitale administrative de la colonie de la Nouvelle-Néerlande et la rebaptisent New York, ils autorisent l'Église réformée néerlandaise à poursuivre son ministère. Le roi Guillaume III d'Angleterre accorde une charte royale à la paroisse en 1696, fondant du même coup la plus ancienne corporation des États-Unis.

### La construction du temple, 1854

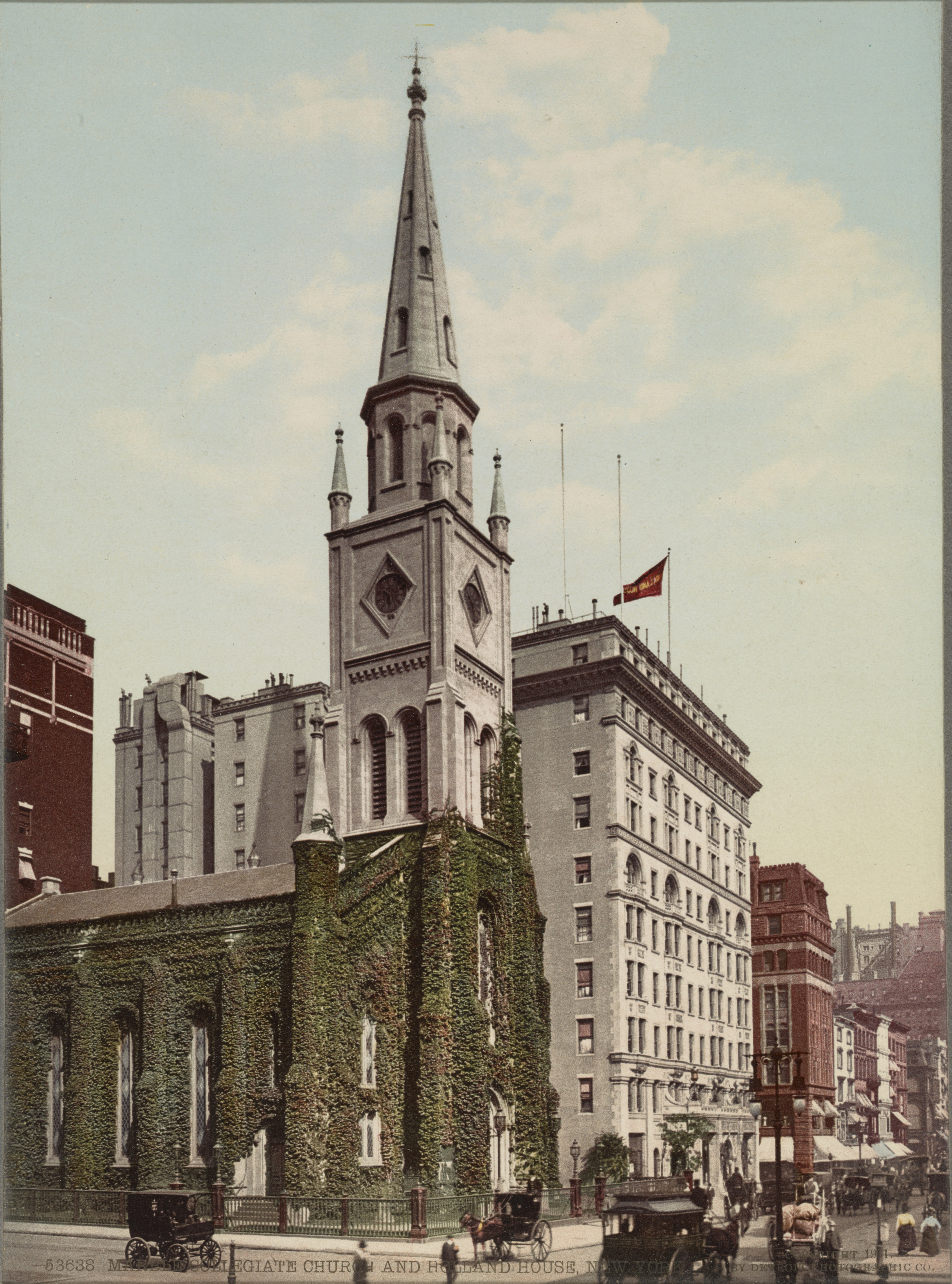
Photochrome de l'église, Detroit Publishing Company, vers 1897-1924.

Les fidèles ont la surprise d'apprendre au milieu du XIXe siècle que leur église va être reconstruite à la sortie de la ville, à l'extrémité nord de la 23e rue, à côté d'une petite laiterie. À cette époque, la Cinquième Avenue est une piste de terre battue, qui se transforme en chemin vaseux durant la saison des pluies. Une barrière en fer doit même être construite pour protéger le temple du bétail.
L'église est inaugurée le 11 octobre 1854. L'architecte Samuel Adam Warner a dessiné un édifice de style néo-roman, avec des éléments néo-gothiques, construit avec des pierres de taille transportées depuis Hastings-on-Hudson dans le comté de Westchester. L'intérieur ouvre une belle envolée, avec des balcons reposant sur des poutres cantilever, sans supports visibles. Le temple de Marble est la première église connue d'Amérique à utiliser cette technique de balcons en suspension aérienne, qui offre au public assemblé une meilleure visibilité et une bonne acoustique lors de la cérémonie.
Le fantastique clocher de 215 pieds (65 mètres) imite les clochers de bois de la Nouvelle-Angleterre, avec une girouette en forme de coq, symbole traditionnel sur les églises du Vieux continent depuis le IXe siècle, rappelant le chant du coq après les trois reniements de l'apôtre Pierre lors de la Passion (Matthieu 26:34-75 ; Marc 14:30-14:72 ; Luc 22:34-61 ; Jean 13:38-18-27). La cloche a sonné le glas pour tous les présidents depuis Martin Van Buren en 1862. Une autre cloche, ramenée d'Amsterdam en 1795, est installée dans le petit cimetière de l'église, au coin de la Cinquième Avenue et de la 29e rue. Elle appartenait autrefois à l'église Old North de la rue Fulton.
Les premiers fidèles pénétrèrent dans un temple étincelant de lumière, d'un marbre blanc très pur à la fois à l'extérieur et à l'intérieur, avec la lumière du soleil jaillissant des larges baies vitrées. Dans le chœur s'élevait un pupitre drapé de velours pourpre et de satin. Conformément à la tradition calviniste, il n'y avait aucun crucifix, aucune icône du Christ, aucune statue ; l'accent était mis sur le recueillement intérieur, la prédication et le chant. Les bancs en bois d'acajou étaient fermés par des portes battantes afin de se préserver des courants d'air. Ces bancs sont toujours utilisés aujourd'hui. Des chiffres en cuivre témoignent d'un temps où les bancs étaient réservés par familles. La chaire du chœur, elle aussi en bois d'acajou, ainsi que la table de communion, en marbre, datent de 1854.

### Autre temps, autre église, 1891

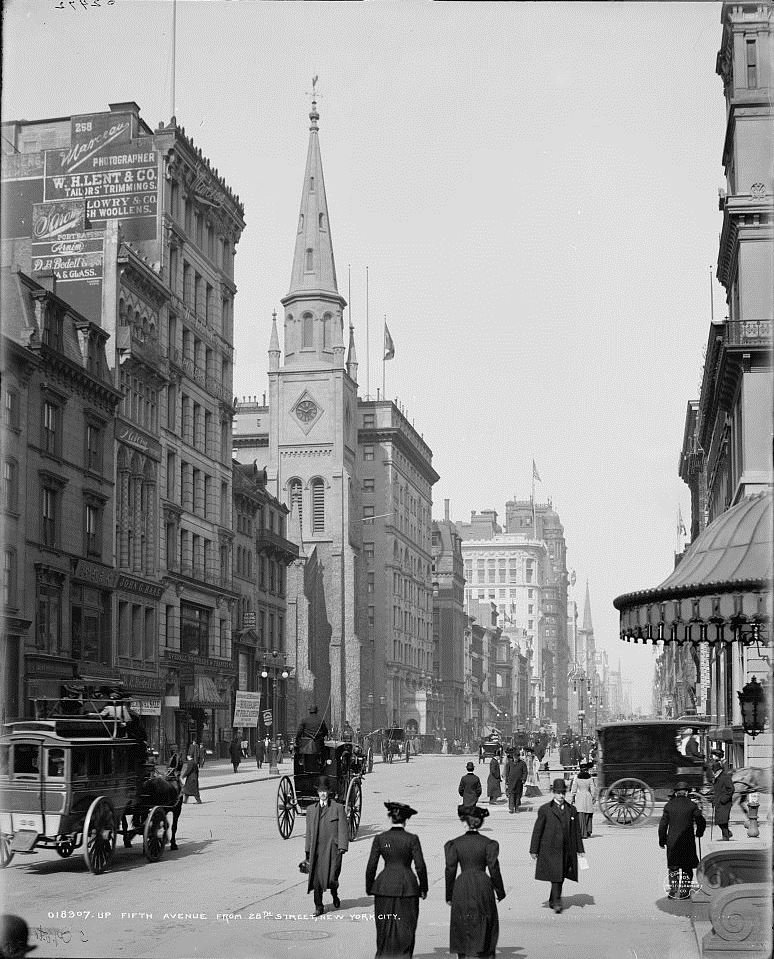
La Cinquième Avenue et Marble Collegiate Church, New York, 1905.

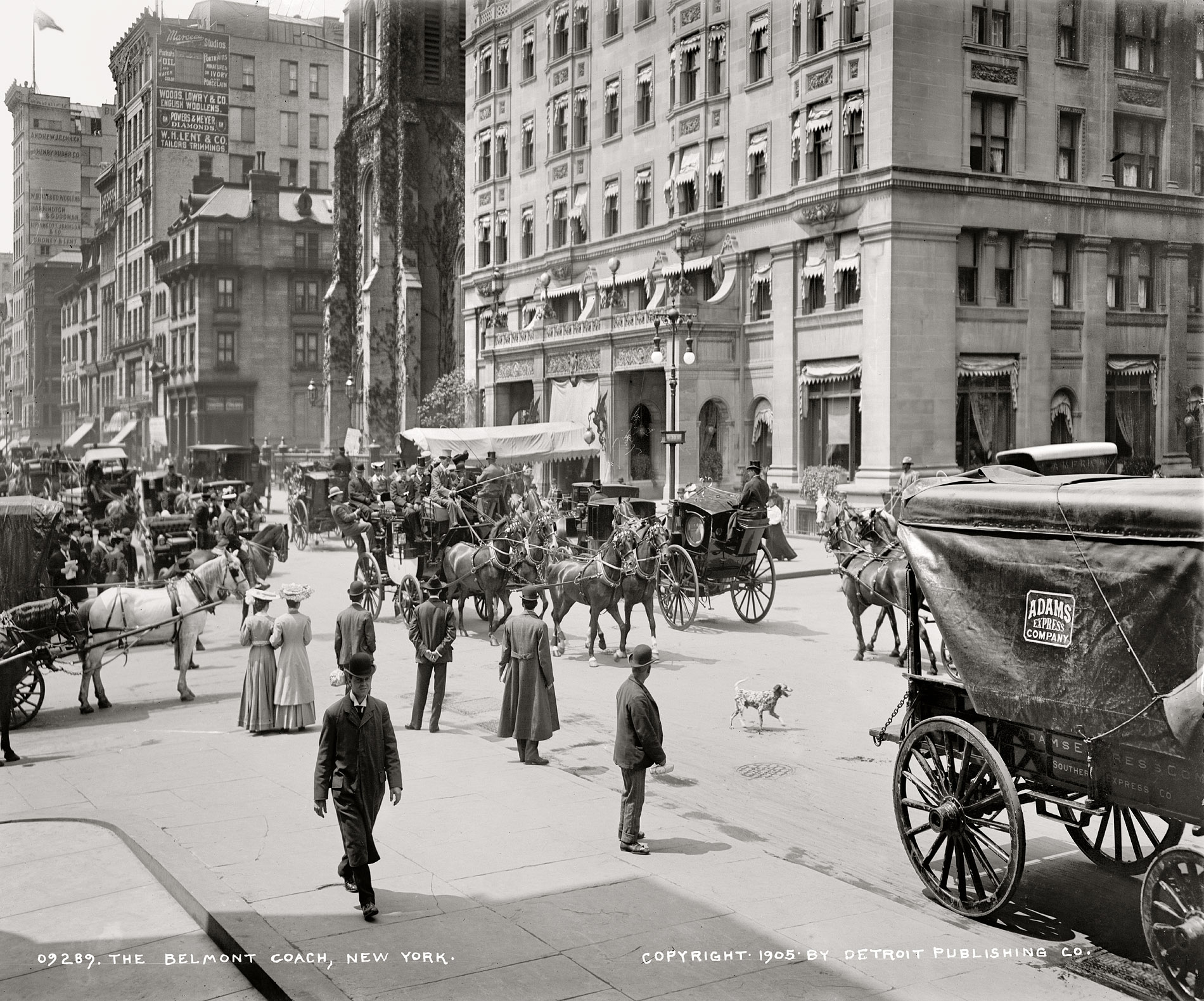
Cinquième Avenue, New York, 1905.

Peu après l'ouverture du temple, la Cinquième Avenue est pavée et devient un ravissant boulevard bordé d'arbres, où sont construites les magnifiques demeures de grès rouge des plus riches familles de New York. C'est la naissance de la Cinquième Avenue des célébrités que l'on connaît aujourd'hui. L'église de Marble connaît une profonde rénovation en 1891 et devient une des premières des États-Unis à recevoir l'électricité, ce qui permet de remplacer les lampes à gaz et d'installer un orgue électrique. Des vitraux en losange remplacent les vitres aux fenêtres (il en reste quelques-uns dans les escaliers qui donnent sur les galeries supérieures). Le pupitre surélevé est supprimé, et les murs sont peints de teintes bordeaux et or. L'église a déjà en grande partie sa physionomie actuelle.
En 1900 et 1901 sont créés par les ateliers Louis Comfort Tiffany deux vitraux, Moïse et le buisson ardent et Josué guide les Israélites, installés sur le mur sud. C'est le début d'un projet de remplacement des dix vitraux du sanctuaire qui va durer un siècle, avec les dessins rayonnants de plusieurs artistes différents.
La paroisse continue de se développer et en 1937, sont réalisées les premières fouilles sous le sanctuaire, avant de construire le hall d'entrée, baptisé Burell Hall en hommage à David James Burrell, deuxième pasteur de Marble en 1891.
En 1958, la paroisse acquiert un immeuble de 10 étages au numéro 3 de la 29e rue ouest. Il ouvre en 1961, abritant la salle paroissiale, des bureaux et une école, vite débordée par l'affluence. La chapelle Poling est consacrée en mai 1965. Elle abrite des vitraux provenant d'une église de la ville de Chartres en France. Une chapelle pour les enfants, financée par Valerie et Dick Doll, est consacrée en novembre 2007.

### Origine du nom

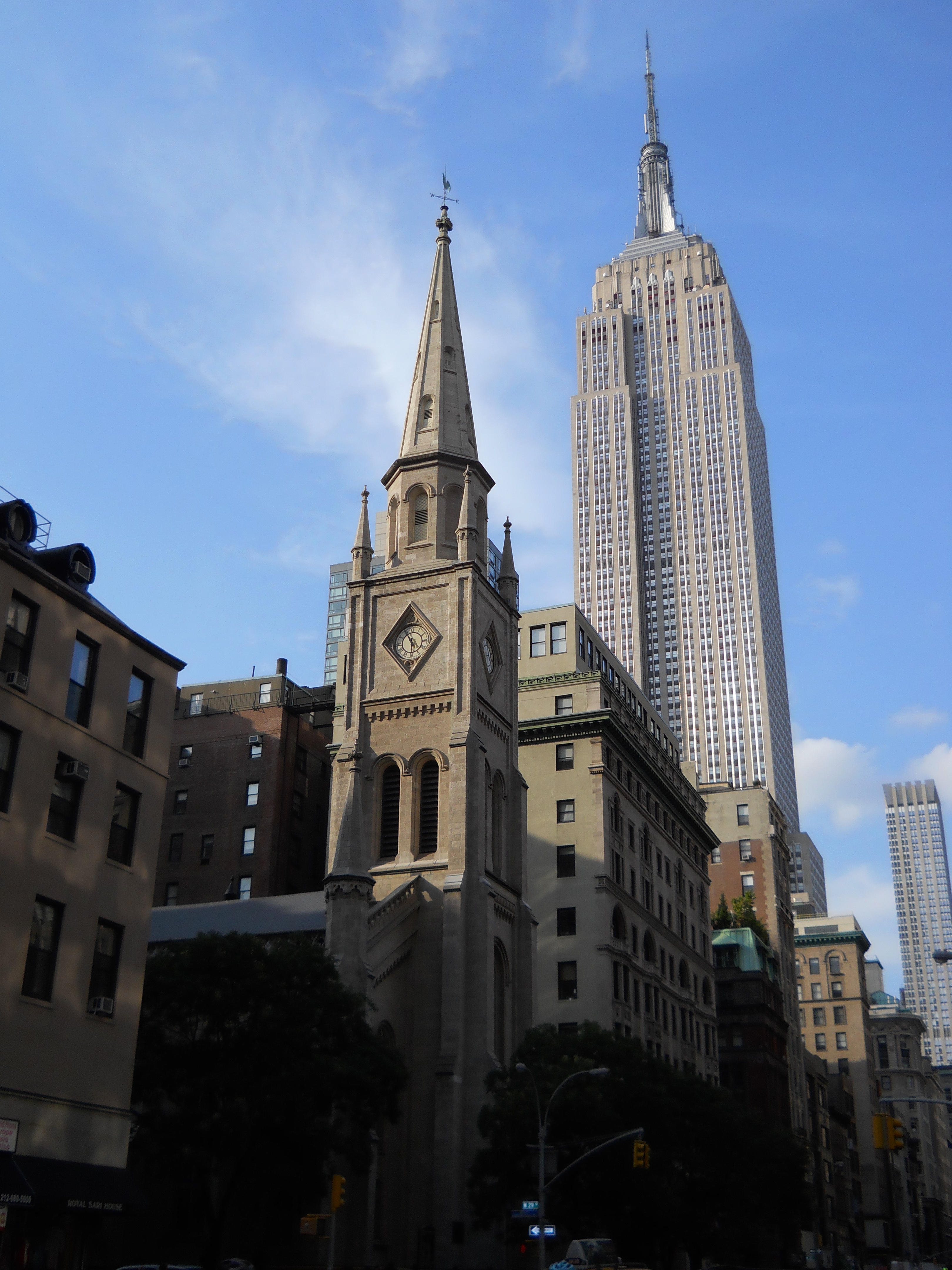
Marble Collegiate Church et Empire State Building, août 2012.

Au cours de ses 150 premières années, l'église Marble a partagé ses pasteurs avec les autres paroisses de la ville, formant ainsi une « collégiale », au fur et à mesure de leur développement dans la ville. Cette pratique, importée de Hollande, permettait une rotation des pasteurs, qui pouvaient ainsi approfondir la même prédication sur plusieurs semaines avec une assemblée différente. Cette mise en commun des pasteurs a été abandonnée en 1871, mais le nom de « collégiale » a été conservé comme faisant partie du patrimoine des églises presbytériennes de New York issues de ce système. Ces églises sont au nombre de quatre aujourd'hui, les trois autres paroisses étant les collégiales Middle, West End et Fort Washington. Celles-ci administrent conjointement leurs propriétés et leurs placements mobiliers.
Appelée église de la Cinquième Avenue jusqu'en 1906, elle est depuis connue sous le nom de Marble Church, « église de marbre », en raison de la solennité de la façade construite en marbre de Tuckahoe.

## La paroisse

### Les pasteurs titulaires

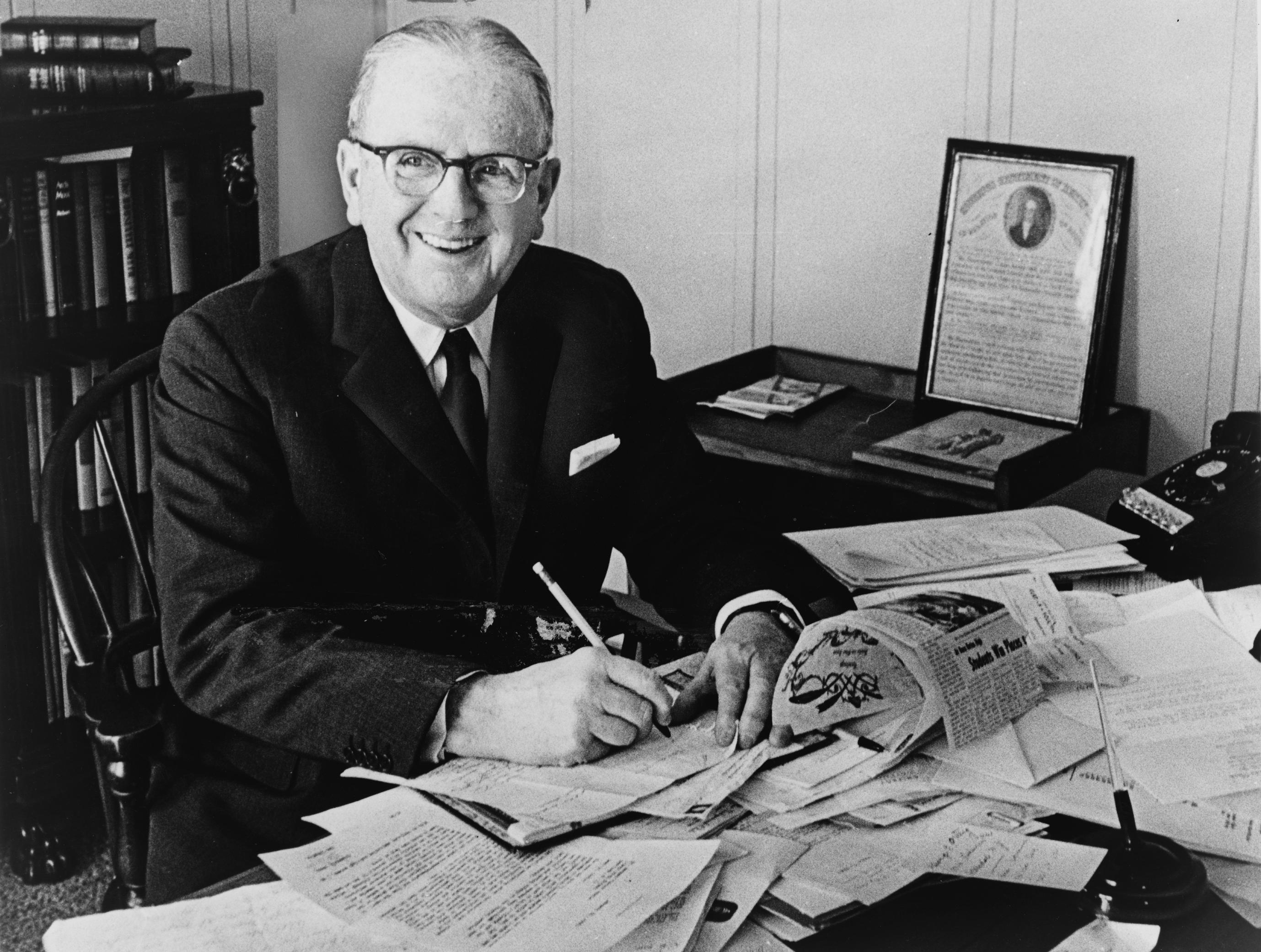
Norman Vicent Peale, 1966, Bibliothèque du Congrès.

- Norman Vicent Peale, 1966, Bibliothèque du Congrès.Dr. William Ormiston, premier pasteur à se fixer définitivement à l'église de Marble. Il célèbre le culte trois fois par dimanche jusqu'en 1888.
- Dr. David James Burrell arrive en 1891 et supervise la restauration de l'intérieur du temple. Il est responsable des nombreux programme d'entraide, notamment la Sunshine Mission et lance l'impression des premiers livrets de prédication. Il meurt en 1926.
- Dr. Daniel Polling arrive en 1920, sert comme aumônier militaire durant les deux Guerres mondiales et voyage dans le monde comme America’s Spiritual Ambassador of Good Will (ambassadeur spirituel de l'Amérique et de la Bonne Volonté). Son fils, le révérend Clark V. Poling meurt en 1943, lorsque le navire de transport de troupe SS Dorchester est torpillé par un U-boat allemand alors qu'il navigue près du Groenland. Il est un des quatre aumôniers, célèbres héros de guerre américains connus pour avoir offert leurs gilets de sauvetage et leur réconfort aux soldats alors que le navire de guerre coulait.
- Dr Norman Vincent Peale est nommé pasteur en 1932. De confession méthodiste, il transforme radicalement la paroisse durant ses 52 années de service. Il écrit plus d'une quarantaine de livres dont en 1952 le best-seller The Power of Positive Thinking (en français : La Puissance de la Pensée Positive). Une statue en bronze grandeur nature est installé pour le centenaire de sa naissance dans le cimetière de l'église.
- Dr. Arthur Caliandro rejoint l'équipe pastorale en 1967 et devient titulaire après le départ de Norman en 1984. Il installe des femmes aux postes clefs de la paroisse, entame un dialogue œcuménique avec les communautés protestantes, catholique, juive et musulmane. Il se retire en janvier 2009, après 42 ans de service.
- Dr. Florence Pert, première pasteure de sexe féminin de l'histoire de la collégiale, l'assiste dans son ministère.
- Dr. Michael B. Brown, ancien pasteur de l'Église méthodiste unie de Winston-Salem en Caroline du Nord, succède à Arthur Caliandro en 2009. Il ouvre la paroisse à l'ère d'Internet[2].

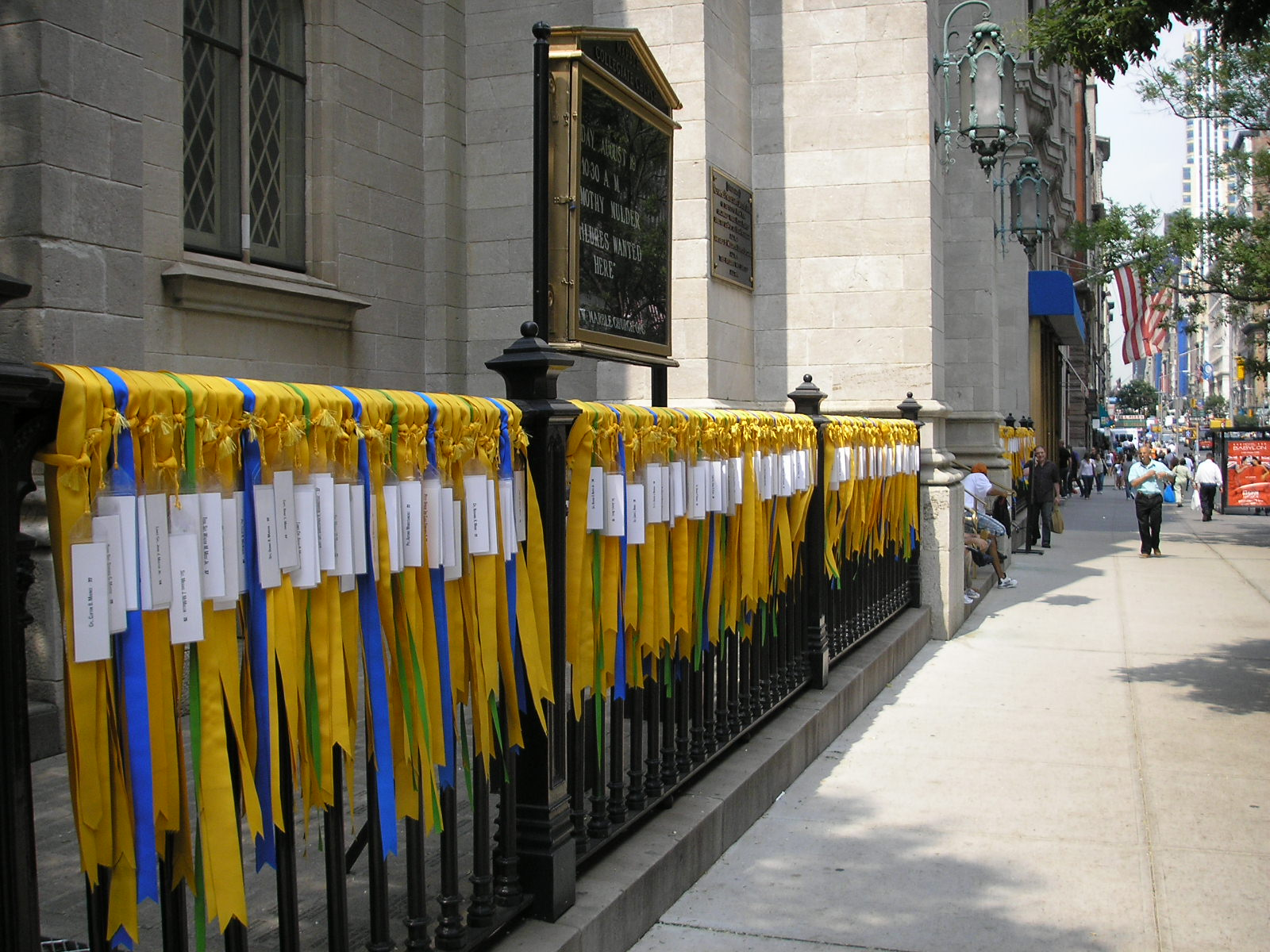
Rubans de prière pour les victimes de la guerre d'Irak, en août 2007.

### Les paroissiens célèbres

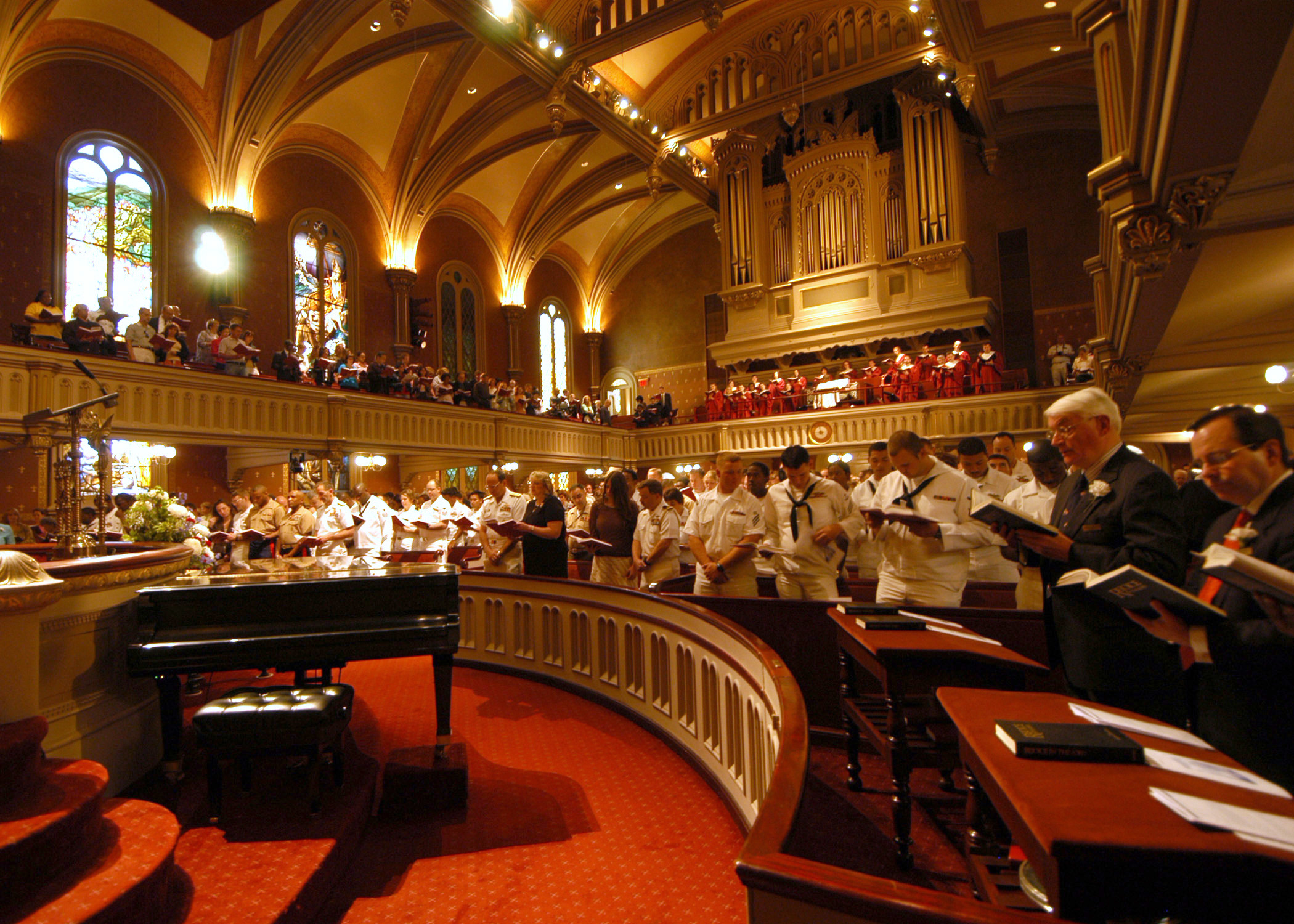
Des Marines du navire participent à un culte le 29 mai 2005.

Le 19 novembre 1961, l'actrice Lucille Ball se marie avec Gary Morton dans l'église.
En 2015, Donald Trump déclare lors de la campagne pour les primaires républicaines en Caroline du Sud : « I am Presbyterian Protestant. I go to Marble Collegiate Church », (« Je suis un protestant presbytérien, je vais à l'église collégiale de Marble. »). Ses parents sont des membres actifs, et c'est dans cette église qu'a lieu le service funèbre de Fred Trump en 1999. Donald et ses frères et sœur y font leur catéchisme et leur confirmation. Donald s'y marie en 1977 avec sa première femme, Ivana.
En 1993, le pasteur de la collégiale, Arthur Caliandro, célèbre le deuxième mariage de Donald Trump avec Marla Maples, dans la grande salle de bal du Plaza Hotel.
Toutefois, l'église déclare à CNN en août 2015 que Trump n'est pas actuellement un membre actif de la paroisse. En revanche, il apparaît durant la campagne avec des pasteurs évangéliques, notamment la superstar télévangéliste Paula White,,.

### Théologie
L'église collégiale de marbre professe une vision libérale des dogmes chrétiens et est en particulier opposée à la croyance conservatrice en l'inerrance biblique.
Elle affiche une approche ouverte et accueillante vis-à-vis des relations entre personnes du même sexe et aux identités transgenre. Cela comprend l'organisation de cérémonies de mariage homosexuels, la gestion d'une amicale queer et une participation à la marche des fiertés LGBT de New York.